# Покотило Олексій Іванович
Олексій Іванович Покотило (нар. 25 лютого 1960, село Коритня Монастирищенський район Черкаської області, УРСР) — український військовик, генерал-майор. Керівник Головного управління з питань воєнної безпеки Директорату з питань національної безпеки та оборони Офісу Президента України.

## Життєпис
Народився 25 лютого 1960 в селі Коритня Монастирищенського району Черкаської області.
У 1981 році закінчив Вільнюське вище командне училище радіоелектроніки протиповітряної оборони, а в 1993 році — Військово-повітряну академію імені Ю. О. Гагаріна за спеціальністю "Командно-штабна оперативно-технічна підготовка Військово-повітряних сил".
У 2002 році отримав ступінь магістра державного військового управління в Національній академії оборони України за спеціальністю "Управління діями з'єднань та об'єднань Збройних Сил".
У 2012 році захистив кандидатську дисертацію на тему "Створення Збройних Сил України: історіографія", отримавши науковий ступінь кандидата історичних наук.
Вступив до Збройних Сил в 1977 році. За 35 років військової служби пройшов шлях від офіцера до першого заступника начальника Головного управління оборонного та мобілізаційного планування в Генеральному штабі Збройних сил України. У 2012 році звільнений в запас.
У 2015 році очолив Головне управління з питань воєнної безпеки Директорату з питань національної безпеки та оборони Офісу Президента України.
13 серпня 2019 року призначений до складу Комісії державних нагород та геральдики.

## Нагороди та звання
- Орден «За заслуги» III ступеня (25 грудня 2009) — За значний особистий внесок у державне будівництво, соціально-економічний, науково-технічний, культурно-освітній розвиток Української держави, справу консолідації українського суспільства, багаторічну сумлінну працю[5].
- Медаль «За військову службу Україні» (2005) — За вагомий особистий внесок у зміцнення національної  безпеки і обороноздатності Української держави, законності та правопорядку, зразкове виконання військового, службового обов'язку у захисті конституційних прав і свобод громадян та з нагоди річниці підтвердження всеукраїнським референдумом Акта проголошення незалежності України[6].